# Josef Krempl (Schriftsteller)
Josef Krempl (* 11. Februar 1862 in Obertrattnach, Oberösterreich; † 4. April 1914 in Wien) war ein österreichischer Schriftsteller.

## Leben
Der Bauernsohn Josef Krempl trat nach Lehr- und Wanderjahren in Deutschland, Frankreich und der Schweiz 1894 in die Steyrer Waffenfabrik ein. Dort wurde er Leiter der Lackierwerkstätte. 
Josef Krempl verfasste Mundartgedichte und war als Volksschriftsteller und Redakteur tätig. Er verfasste dramatische Werke für das Steyrer Stadttheater.
1901 übersiedelte er nach Linz und übernahm die Schriftleitung der Zeitung „Deutscher Michl“. Ab 1909 lebte er in Graz, später in Wien.

## Werke
- Der Lehrer von Helldorf, Volksstück, 1901
- Studien aus dem oberösterreichischen Volksleben, 3 Bände, 1921–22

### Lyrik
- Hoamatg´läut, 1913
- Aus´n Löbn griffn, 1913
- Bilder aus dem Volksleben, 1914